# Misplaced Childhood
Misplaced Childhood je třetí řadové album progresivní rockové kapely Marillion. Bylo vydáno v roce 1985 jako úplně první koncepční album. Album proslavily dva megahitové singly "Kayleigh" a "Lavender". Remaster alba vyšel jako 2 CD 17. října 1998.

## Seznam stop (originální CD 1985)

### Strana první
1. "Pseudo Silk Kimono" – 2:14
2. "Kayleigh" – 4:03
3. "Lavender" – 2:25
4. "Bitter Suite" – 7:56
5. "Heart Of Lothian" – 4:02

### Strana druhá
1. "Waterhole (Expresso Bongo)" – 2:13
2. "Lords Of The Backstage" – 1:52
3. "Blind Curve" – 9:29
4. "Childhood's End?" – 4:33
5. "White Feather" – 2:25

## Seznam stop (remaster 2 CD 1998)

### CD 1
1. "Pseudo Silk Kimono" – 2:14
2. "Kayleigh" – 4:03
3. "Lavender" – 2:25
4. "Bitter Suite" – 7:56
5. "Heart Of Lothian" – 4:02
6. "Waterhole (Expresso Bongo)" – 2:13
7. "Lords Of The Backstage" – 1:52
8. "Blind Curve" – 9:29
9. "Childhood's End?" – 4:33
10. "White Feather" – 2:25

### CD 2
1. "Lady Nina" (Rozšířená 12" Verze) – 5:50
2. "Freaks" (Singlová verze) – 4:08
3. "Kayleigh" (Alternative Mix) – 4:03
4. "Lavender Blue" (Lavender Remix) – 4:22
5. "Heart Of Lothian" (Rozšířený Mix) – 5:54
6. "Pseudo Silk Kimono" (Demo) – 2:11
7. "Kayleigh" (Demo) – 4:06
8. "Lavender" (Demo) – 2:37
9. "Bitter Suite" (Demo) – 2:54
10. "Lords Of The Backstage" (Demo) – 1:46
11. "Blue Angel" (Demo) – 1:46
12. "Misplaced Randezvous" (Demo) – 1:56
13. "Heart Of Lothian" (Demo) – 3:49
14. "Waterhole (Expresso Bongo)" (Demo) – 2:00
15. "Passing Strangers" (Demo) – 9:17
16. "Childhood's End?" (Demo) – 2:23
17. "White Feather" (Demo) – 2:18

## Obsazení
- Fish – zpěv
- Steve Rothery – kytara
- Mark Kelly – klávesy
- Pete Trewavas – basová kytara
- Ian Mosley – bicí